# Nods (Zwitserland)
Nods is een gemeente en plaats in het Zwitserse kanton Bern, en maakt deel uit van het district Jura bernois.
Nods telt 738 inwoners.